# Brihat Parashara Hora Shastra
O Brihat Parashara Hora Shastra (IAST: Bṛhat Parāśara Horā Śāstra) (abreviado como BPHS) é a obra de compilação fundadora da Astrologia Védica, especializada em Hora.

## Nomenclatura
'Brihat Parashara Hora Shastra' (बृहत् पाराशर होरा शास्त्र) pode ser traduzido como o 'O Grande Livro de Astrologia Natal De Parashara', no Brasil, a tradução mais famosa ficou conhecida como 'A Bíblia da Astrologia Védica';
- 'Brihat' (बृहत्) significa 'grande, alto, largo, vasto, abundante, forte, poderoso ou extenso'.[3]
- 'Parashara' ou 'Parasara' (पाराशर) é o nome do Maharishi autor do texto
- 'Hora' (होरा) significa 'horóscopo' ou 'mapas natais'[4][5]
- 'Shastra' or 'sastra' (शास्त्र) significa 'compêndio', 'livros', 'ciência' e 'instrução'.[6]

## Origem
O Brihat Parashara Hora Shastra é o trabalho mais extenso de astrologia natal na astrologia védica escrito por qualquer rishi, conforme o próprio texto. Sua edição mais antiga é um trabalho composto por 71 capítulos, que formam a primeira parte (capítulos atuais 1–51) que datam do século VII e começo do século VIII, e a segunda parte (capítulos 52–71) datam da última parte do século VIII. Um comentário do matemático Govindasvamin a respeito da segunda porção, pressupões que o primeiro é datado de 850 d.C e atesta esta como a datação completa da ora. O texto afirma ter sido escrito pelo sábio Parashara, pai de Vedavyasa, este que é o compilador do Mahabharata no Kaliyuga, que teria aprendido os segredos através de Narada. Um tradução em inglês foi publicada por N.N. Krishna Rau e V.B. Choudhari em 1963, em dois volumes. Em língua portuguesa, a tradução foi publicada por André Kërr em 2019 em um volume único contendo os dois livros.

## Versões
A versão mais antiga da Khemraj Press de Mumbai tinha 71 capítulos contendo um verso que dizia que o tratado contém 100 capítulos ("horā-shatādhyāyi": verso 14 do capítulo 71), e a primeira parte tinha 11000 versos, porém as versões modernas contém apenas metade dessa quantidade de versos, mas os 29 capítulos estão ausentes nesta edição. Edições tardias contém até 100 capítulos. Mas a fonte e a datação do material extra é desconhecido.
Atualmente, quatro versões deste tratado estão disponíveis (todas as outras edições usam o texto de Pt Sitaram Jha: pela Khemraj Press, da Pt Sitaram Jha, por Pt Devachandra Jha e Ganeshadatta Pathak. Estas são todas as edições em hindi. O texto preparado por Pt Sitaram Jha são baseados nos manuscritos de Pt Jeevanath Jha, que foram usadas em todas as traduções em inglês, e por consequência, nas traduções do português. Pt Sitaram Jha adverte na introdução que ele introduziu muitas coisas novas no texto e revisou muito manterial antigo no manuscrito, fazendo com que Pt Sitaram Jha tenha criado uma completamente diferente das outras versões em síntaxe, mas todos os versos carregam mesmo significado. O texto de Pt Devachandra Jha foi totalmente baseado nua grande quantidade de manuscritos completos e incompletos. Pt Ganeshdatta Pathak também usou muitos manuscritos e seu texto difere em algumas partes do Pt Devachandra Jha at few places. A edição da Khemraj Press contém uma grande quantidade de materiais únicos e contém a maior quantidade de versos, totalizando 5781 em comparação aos 4001 versos de Pt Sitaram Jhan. Praticamente todas as versões modernas contém mais capítulos na segunda parte e muito mais no primeira parte do que é dito na versão sânscrita citada.
A versão da tradução em português foi realizada majoritariamente a partir das versões em inglês, com comparações com edições do sânscrito, foi optada uma linguagem mais flúida e próxima do português falado, para facilitar a compreensão por pessoas que não assimilaram ainda a cultura hindu; a obra substituiu a contagem de versos por páginas em sua edição física, e também em sua edição digital conta com formas de realizar marcações em capítulos através do compartilhamento de links. Estas escolhas flexíveis foram bem aceitas pela comunidade brasileira.